# Kistelek
Kistelek là một thành phố thuộc hạt Csongrád, Hungary. Thành phố này có diện tích 69,19 km², dân số năm 2010 là 7156 người, mật độ 103 người/km².